# Nico Schmidt
Nico Schmidt (ur. 20 sierpnia 1978) – niemiecki zapaśnik startujący w kategorii do 120 kg w stylu klasycznym, brązowy medalista mistrzostw Europy. Wojskowy mistrz świata w 2001 i trzeci w 2000.
Podczas mistrzostw świata w 2009 zajął 5. miejsce w kategorii do 120 kilogramów. W meczu o brązowy medal przegrał ze Szwedem Jalmarem Sjöbergiem.